# Ambasciatori austriaci negli Stati Uniti

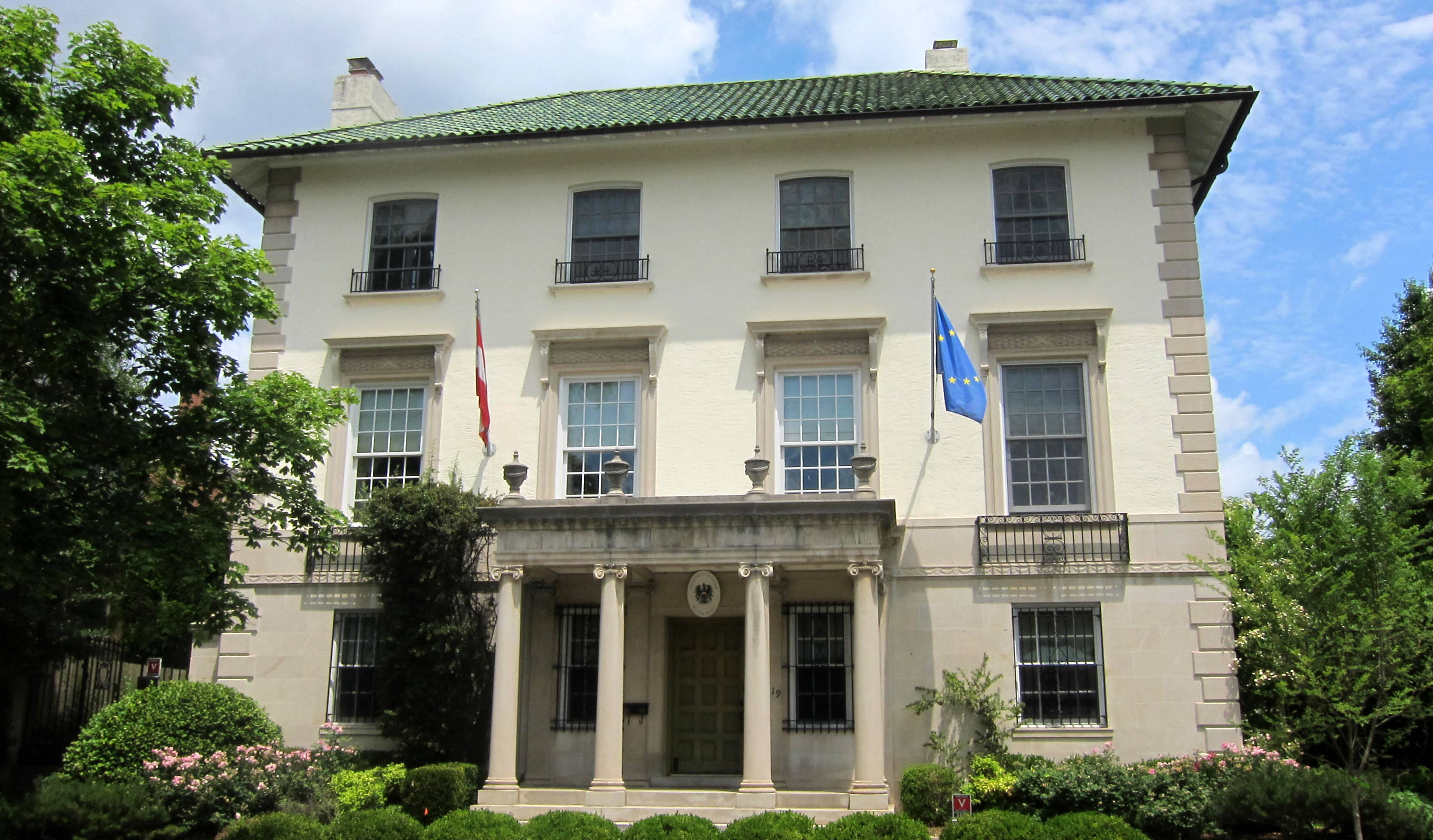
La sede dell'ambasciata austriaca negli Stati Uniti

L'ambasciatore austriaco negli Stati Uniti è il primo rappresentante diplomatico dell'Austria (già dell'Impero austriaco e dell'Impero austro-ungarico) negli Stati Uniti. 
Le relazioni diplomatiche bilaterali tra i due paesi ebbero inizio nel 1838 anche se già dall'anno precedente il presidente statunitense Martin Van Buren aveva inviato Nathaniel Niles in Austria a contrattare per l'esportazione del tabacco americano nei territori dell'Impero austriaco. Le relazioni tra i due paesi si interruppero solo durante la prima guerra mondiale (in particolare dal 1917 quando gli Stati Uniti dichiararono guerra all'Austria-Ungheria) e dal 1938 al 1945 quando le relazioni diplomatiche austriache vennero gestite direttamente dalla Germania nazista dopo l'annessione dell'Austria.

## Impero austriaco
- 1838-1841: Wenzel von Mareschall
- 1841-1863: Johann von Hülsemann
- 1863-1865: Nikolaus von Giorgi
- 1865-1867: Ferdinand von Wydenbruck
- 1867-1868: Karl von und zu Franckenstein

## Impero austro-ungarico
- 1868-1874: Carl Ramon Soter von Lederer
- 1874-1875: Wilhelm von Schwarz-Senborn
- 1875-1878: Ladislaus von Hoyos-Sprinzenstein
- 1878-1881: Ernst von Mayr
- 1881-1887: Ignaz von Schäffer
- 1887-1894: Ernst Schmit von Tavera
- 1894-1913: Ladislaus Hengelmüller von Hengervár
- 1913-1916: Konstantin Dumba
- 1916-1917: Adam Tarnowski von Tarnów

1917-1918: Interruzione delle relazioni diplomatiche

## Repubblica d'Austria
- 1921-1938: Edgar Leo Gustav Prochnik

1938-1945: Relazioni diplomatiche gestite dalla Germania nazista
- 1946-1952: Ludwig Kleinwächter
- 1952-1954: Max Löwenthal-Chlumecky
- 1954-1958: Karl Gruber
- 1958-1965: Wilfried Platzer
- 1965-1969: Ernst Lemberger
- 1969-1972: Karl Gruber
- 1972-1977: Arno Halusa
- 1977-1982: Karl Herbert Schober
- 1982-1987: Thomas Klestil
- 1987-1993: Friedrich Hoess
- 1993-1999: Helmut Türk
- 1999-2003: Peter Moser
- 2003-2009: Eva Nowotny
- 2009-2012: Christian Prosl
- 2012-2015: Hans Peter Manz
- 2015-2019: Wolfgang Waldner
- Dal 2019: Martin Weiss